# Фергюсон, Норман
Норман Фергюсон (англ. Norman Ferguson, 2 сентября 1902, Манхэттен — 4 ноября 1957, Лос-Анджелес) — аниматор и режиссёр, работавший на студии Disney.

## Биография
Начав работать в студии Disney в 1929 году в качестве кинооператора, вскоре он перешёл на отделение анимации. Работа над образом Плуто считается его основным вкладом в мультипликацию.
Норм Фергюсон был режиссером-постановщиком многих классических фильмов Уолта Диснея включая «Белоснежка и семь гномов», «Пиноккио», «Фантазия», «Бэмби», «Золушка», «Питера Пэн» и «Алиса в Стране Чудес».
В 1953 году из-за проблем с диабетом он покинул студию Disney. Вскоре Фергусон умер в результате сердечного приступа в Лос-Анджелесе, Калифорния, в 1957 году.
Посмертно получил премию Уинзора Маккея в 1987 году и был посмертно объявлен «Легендой Диснея» в 1999 году.

## Фильмография

### Аниматор
- 1991 — "Lifestyles of the Rich and Animated "
  - 1936 — «День переезда»/Moving Day
  - 1936 — «Микки Маус и команда по игре в поло»/Mickey’s Polo Team
- 1984 — «DTV: Golden Oldies» Сборник музыкальных клипов с канала Disney Channel, объединяющий мелодии с 1940-х по 1960-е годы.
- 1984 — «DTV: Pop & Rock» Сборник музыкальных клипов с канала Disney Channel, сочетающий поп и рок мелодии.
- 1984 — «DTV: Rock, Rhythm & Blues» Сборник музыкальных клипов с канала Disney Channel, сочетающий рок и ритм-энд-блюз мелодии.
- 1958 — «To Itch His Own»
- (1954—1991) — «Великолепный мир цвета»/Disneyland
  - 1956 — «Where Do the Stories Come From?»
- 1954 — «Social Lion»
- 1953 — «Простые вещи»/The Simple Things
- 1953 — «Питер Пэн»/Peter Pan
- 1952 — «Вечеринка Плуто»/Pluto’s Party
- 1951 — «Cold Turkey»
- 1951 — «R’coon Dawg»
- 1951 — «Алиса в Стране чудес»/Alice in Wonderland
- 1951 — «Несбывшиеся мечты Плуто»/Plutopia
- 1950 — «Золушка»/Cinderella
- 1942 — «Бэмби»/Bambi
- 1941 — «Pluto’s Playmate»
- 1940 — «Фантазия»/Fantasia
  - «Dance of the Hours»
- 1940 — «Неприятности из-за кости»/Bone Trouble
- 1940 — «Пиноккио»/Pinocchio
- 1939 — «Офицер Дональд»/Officer Duck
- 1939 — «Указатель»/The Pointer
- 1939 — «Пляжный пикник»/Beach Picnic
- 1939 — «Практичная свинья»/The Practical Pig
- 1939 — «Выставка собак»/Society Dog Show
- 1938 — «Охота на лис»/The Fox Hunt
- 1937 — «Белоснежка и семь гномов»/Snow White and the Seven Dwarfs
- 1937 — «Потомство Плуто»/Pluto’s Quin-puplets
- 1937 — «Охотники на лосей»/Moose Hunters
- 1936 — «Мамаша Плуто»/Mother Pluto
- 1936 — «Микки и его слон»/Mickey’s Elephant
- 1936 — «Дональд и Плуто»/Donald and Pluto
- 1936 — «Покорители Альп»/Alpine Climbers
- 1936 — «День переезда»/Moving Day
- 1936 — «Три волчонка»/Three Little Wolves
- 1936 — «Большая опера Микки»/Mickey’s Grand Opera
- 1936 — «Микки Маус и команда по игре в поло»/Mickey’s Polo Team
- 1935 — «На льду»/On Ice
- 1935 — «Судный день Плуто»/Pluto’s Judgement Day
- 1935 — «Кто убил старину Робина?»/Who Killed Cock Robin?
- 1935 — «Золотое прикосновение»/The Golden Touch
- 1934 — «Концерт для сироток»/Orphan’s Benefit
- 1934 — «Паровой каток Микки»/Mickey’s Steam Roller
- 1934 — «Гулливер Микки»/Gulliver Mickey
- 1934 — «Плохой, большой волк»/The Big Bad Wolf
- 1934 — «Игривый Плуто»/Playful Pluto
- 1934 — «Shanghaied»
- 1933 — «The Pet Store»
- 1933 — «Puppy Love»
- 1933 — «Старый король Коль»/Old King Cole
- 1933 — «Три поросенка»/Three Little Pigs
- 1933 — «Лодка отца Ноя»/Father Noah’s Ark
- 1933 — «О да, деньки былые»/Ye Olden Days
- 1933 — «Весенние пташки»/Birds in the Spring
- 1932 — «Хороший поступок Микки»/Mickey’s Good Deed
- 1932 — «Мастерская Санта Клауса»/Santa’s Workshop
- 1932 — «Детки в чаще»/Babes in the Woods
- 1932 — «Ребенок Клондайка»/The Klondike Kid
- 1932 — «Влюблённые букашки»/Bugs in Love
- 1932 — «The Whoopee Party»
- 1932 — «Король Нептун»/King Neptune
- 1932 — «Trader Mickey»
- 1932 — «Ночной кошмар Микки»/Mickey’s Nightmare
- 1932 — «Цветы и деревья»/Flowers and Trees
- 1932 — «The Mad Dog»
- 1932 — «Утиная охота»/The Duck Hunt
- 1931 — «Микки Маус и сироты»/Mickey’s Orphans
- 1931 — «Mickey Cuts Up»
- 1931 — «Вечеринка на пляже» /The Beach Party
- 1931 — «Дворовое радио» /The Barnyard Broadcast
- 1931 — «Blue Rhythm»
- 1931 — «Посыльный » /The Delivery Boy
- 1931 — «Мышиная охота» /The Moose Hunt
- 1931 — «Мелодии матушки-гусыни»/Mother Goose Melodies
- 1931 — «Отверженный»/The Castaway
- 1931 — «Дорожные неприятности»/Traffic Troubles
- 1931 — «Birds of a Feather»
- 1931 — «Вечеринка на день рождения»/The Birthday Party
- 1930 — «Playful Pan»
- 1930 — «Дни первопроходцев»/Pioneer Days
- 1930 — «Зима» /Winter
- 1930 — «Пикник»/The Picnic
- 1930 — «Тайна гориллы»/The Gorilla Mystery
- 1930 — «Обезьяньи мелодии»/Monkey Melodies
- 1930 — «Заключенные»/The Chain Gang
- 1930 — «Ночь»/Night
- 1930 — «Полночь в магазине игрушек» /Midnight in a Toy Shop
- 1930 — «Арктические шалости»/Arctic Antics
- 1930 — «Бойцы с огнем»/The Fire Fighters
- 1930 — «Резвящаяся рыба»/Frolicking Fish
- 1930 — «Проделки каннибалов»/Cannibal Capers
- 1929 — «Паровоз Микки»/Mickey’s Choo-Choo
- 1927 — «Horses, Horses, Horses»
- 1926 — «School Days»

### Режиссёр
- 1980 — «Mickey Mouse Disco»
- 1944 — «Три кабальеро»/The Three Caballeros
- 1942 — «South of the Border with Disney»
- 1941 — «Дамбо»/Dumbo
- 1941 — «Pluto’s Playmate»
- 1940 — «Фантазия»/Fantasia
  - «Dance of the Hours»
- 1940 — «Пиноккио»/Pinocchio

### Руководитель производства
- 1944 — «Три кабальеро»/The Three Caballeros
- 1943 — «Pedro»
- 1943 — «El Gaucho Goofy»
- 1942 — «Aquarela do Brasil»
- 1942 — «Салют, друзья!»/Saludos Amigos

### Актёр
- 1941 — «Несговорчивый дракон»/The Reluctant Dragon

### Архив
- 2008 — «Walt & El Grupo»

### Прочее
- 1990 — «Celebrating Walt Disney’s 'Snow White and the Seven Dwarfs': The One That Started It All»
- 1942 — «South of the Border with Disney»
- 1939 — «How Walt Disney Cartoons Are Made»
- 1937 — «A Trip Through the Walt Disney Studios»

## Награды
1999 — премия Легенды Диснея.
1987 — премия Уинзора Маккея.

## Отзыв критика
Норман Фергюсон (Ферджи) стал легендой среди мультипликаторов благодаря своей шероховатой, но живой анимации Плуто.

Именно Фергюсон первым нарисовал Плуто в образе ищейки в фильме 1930 года из серии о Микки Маусе «The Chain Gang» (Заключённые). Фергюсон первым понял, что необходимо рисовать персонаж так, будто он предназначен для пантомимы.
— Леонард Молтин «О мышах и магии. История американского рисованного фильма» с.74,82-84